# 佐藤東洋士
佐藤东洋士（日语：／ Satō Toyoshi */?，1944年8月13日—2020年10月18日），日本教育家。曾任樱美林学园理事长、世界大学校长联合会理事长。

## 生平
1944年生于中国北平。他的父母曾被清水安三先生聘为朝阳门外崇贞学园教师。
1970年毕业于樱美林大学文学部英语专业。1973年毕业于日本大学研究生院英语文学专业，获硕士学位。1976年，担任樱美林大学文学部讲师。1984年成为助教授，1989年晋升教授。1993年，担任樱美林大学副校长。1996年升任校长。2002年，担任樱美林学园理事长。2014年，担任世界大学校长联合会理事长。2020年6月，担任日本私立大学协会会长。2020年10月18日下午因多重器官衰竭逝世。

## 荣誉
- 旭日重光章（2017年）
- 孔子学院先进个人（2011年）[3]
- 明知大學名誉行政学博士（2005年）
- 韓瑞大學名誉文学博士（2001年）[4]